# NGC 642
NGC 642 é uma galáxia espiral barrada (SBc) localizada na direcção da constelação de Sculptor. Possui uma declinação de -29° 54' 55" e uma ascensão recta de 1 horas, 39 minutos e 06,2 segundos.
A galáxia NGC 642 foi descoberta em 27 de Setembro de 1834 por John Herschel.